# SpVgg Hankofen-Hailing
SpVgg Hankofen-Hailing is een Duitse voetbalclub uit de dorpen Hankofen en Hailing in de gemeente Leiblfing in Neder-Beieren.
De club werd in 1968 opgericht en speelde lang op laag regionaal niveau. Vanaf 2010 kwam de club na meerdere promoties steeds hoger te spelen en bereikte in 2012 de Bayernliga. In 2022 promoveerde Hankofen-Hailing als kampioen in de Bayernliga Süd naar de Regionalliga Bayern. In 2023 degradeerde de club direct weer terug.
SpVgg Ansbach 09 · 
Viktoria Aschaffenburg ·
TSV Aubstadt ·
FC Augsburg II ·
TSV Schwaben Augsburg ·
FC Eintracht Bamberg ·
TSV Buchbach ·
SV Wacker Burghausen ·
SpVgg Greuther Fürth II ·
SpVgg Hankofen-Hailing ·
FV Illertissen ·
FC Bayern München II ·
Türkgücü München ·
1. FC Nürnberg II ·
1. FC Schweinfurt 05 ·
DJK Vilzing ·
FC Würzburger Kickers